# Rodiggio

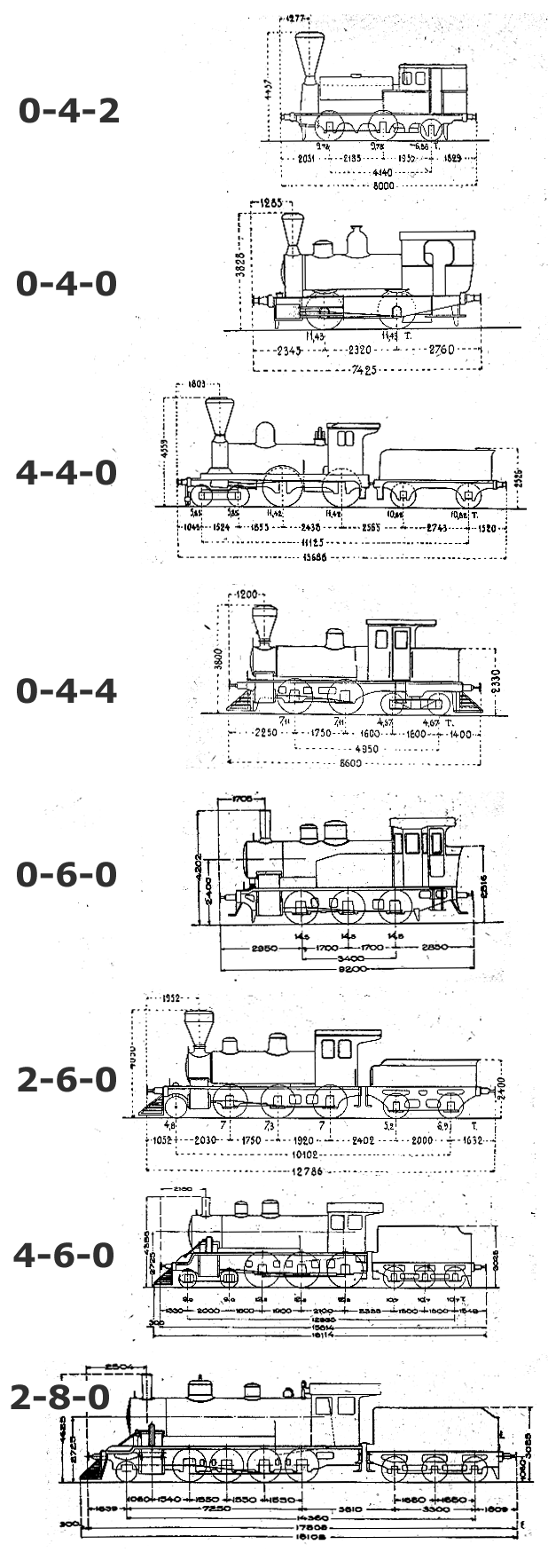
Esempio di rodiggio Whyte

Il rodiggio di un veicolo ferroviario (locomotiva, automotrice, carrozza o carro) è l'insieme degli organi compresi fra le rotaie e la sospensione elastica: ruote, cerchioni, assi, boccole, cuscinetti; è altresì l'insieme degli assi motori, accoppiati e portanti.

## Convenzioni
Per la descrizione sintetica del numero e disposizione degli assi (con eventuale distinzione fra quelli portanti e quelli motori di una locomotiva) si adottano diverse convenzioni:
- Sistema UIC: definito dall'Union Internationale des Chemins de Fer (UIC), usa numeri per gli assi portanti e lettere per quelli motori.[2] Il rodiggio della FS 625 viene indicato come 1C.
- Sistema Whyte (o White): nei paesi anglosassoni il rodiggio è espresso con il numero delle ruote secondo il sistema Whyte, dal nome di Frederick Methvan Whyte, ingegnere olandese della New York Central Line. Nella letteratura inglese però il nome compare quasi sempre come "sistema White", e le due dizioni sono considerate equivalenti. Pertanto, riferendoci all'esempio precedente, la notazione Whyte sarà 2-6-0. L'aggiunta di una "T" maiuscola indica una locomotiva-tender.
- Cosiddetta «classificazione francese»: usata anche in Spagna, consiste nell'indicare gli assi partendo dalla parte anteriore della locomotiva: la prima cifra indica il numero di assi portanti anteriori (altrimenti definiti «folli»), la seconda il numero di assi motori, la terza il numero di assi portanti posteriori. La FS 625 con questa classificazione viene indicata come 130 (si legge 1-3-0).
  - Classificazione FS: identica a quella francese, storicamente usata per le sole locomotive a vapore, con l'aggiunta di un trattino tra le cifre. Viene usata anche in Unione Sovietica e Russia. Il rodiggio della FS 625 viene scritto 1-3-0.
- Sistema tradizionale Statunitense: Storicamente, e per rodiggi molto comuni, è anche usato il sistema tradizionale statunitense, che assegna un nome più o meno di fantasia a ciascuna disposizione delle ruote. La locomotiva data nell'esempio è classificata "Mogul".

### Il sistema UIC
Classificazione dei rotabili secondo norme UIC.
1. Il numero, il raggruppamento ed il tipo degli assi determina il rodiggio.
2. Il conteggio deve avvenire iniziando dalla parte anteriore della motrice, nel caso di simmetria si considera parte anteriore quella dal lato della cabina contrassegnata come "A", "1" o "I".
3. Un carattere numerico indica il numero assi portanti montati in un unico telaio (telaio della locomotiva, telaio secondario o carrello). Se il carrello o il telaio secondario possono ruotare rispetto all'asse longitudinale del rotabile il carattere numerico è seguito dal carattere apostrofo " ' ".
4. Una lettera maiuscola determina il numero degli assi motori dello stesso tipo connessi meccanicamente fra loro (bielle o ingranaggi), montati in un unico telaio (telaio della locomotiva, telaio secondario o carrello). Se il carrello o il telaio secondario possono ruotare rispetto all'asse longitudinale del rotabile la lettera maiuscola è seguita dal carattere apostrofo “ ' ”. Se gli assi motori dello stesso tipo non sono connessi meccanicamente fra loro ovvero sono motorizzati in modo indipendente, la lettera maiuscola è seguita dal carattere zero "0" in posizione di pedice. Per semplicità spesso lo zero viene indicato con la lettera "o" minuscola ma non si tratta di una grafia corretta.
5. Le precedenti notazioni (lettere e numeri) chiuse fra parentesi tonde indicano un telaio secondario che unisce sia assi motori che assi portanti.
6. Se il rotabile è composto da più unità separabili ed autonome, l'indicazione di ognuna è separata dal segno "+".
7. Lo stesso sistema di notazione vale anche per i tender facendo seguire ai caratteri alfanumerici la lettera "T" e un numero che indica la capacità d'acqua espressa in metri cubi. Per le locotender si aggiunge la lettera "t"
8. Una lineetta orizzontale sovrastante indica un carrello/asse in posizione intermedia a due semicasse; esempio riferito all'elettrotreno FS ETR.200: B0'(1A) (A1)B0'
Questa notazione viene spesso omessa per semplicità tipografica[4].
9. Per le locomotive a vapore, al rodiggio della locomotiva si può aggiungere, per indicare il numero dei cilindri motori, la lettera "n" per le locomotive a vapore saturo o "h" per le locomotive a vapore surriscaldato seguita dal numero dei cilindri.

### Classificazione francese
Esplicata nell'introduzione

### Il sistema tradizionale statunitense
Non è raro imbattersi, specie con le locomotive a vapore, nelle vecchie definizioni statunitensi del rodiggio, spesso derivanti da veicoli famosi, da luoghi, episodi, oppure da quello che decideva una data compagnia.
Nelle ferrovie nordamericane valeva la consuetudine che ogni nuovo rodiggio fosse battezzato dalla compagnia che acquistava per prima la macchina.
Così il rodiggio 2-10-2 divenne "Santa Fe" perché creato specificatamente per la Atchison, Topeka and Santa Fe Railway (ATSF). Ugualmente la prima macchina con rodiggio 2-10-4 fu ordinata dalla Texas & Pacific, da cui il nomignolo Texas.
Altre macchine invece portano il nome della zona che attraversavano: la Boston & Albany fu la prima compagnia ad adottare il rodiggio 2-8-4, e ribattezzò tali macchine "Berkshire", dal nome della zona collinosa dove prestavano servizio. Talvolta i nomi venivano messi in discussione da altre compagnie. Proprio il rodiggio 2-8-4 divenne "Kanawha" nella Chesapeake and Ohio Railway, mentre nella Louisville & Nashville Railroad il nomignolo divenne "Big Emma", anche se il nome proposto era stato "Cumberland".
La New York Central System diede sempre nomi propri ai rodiggi. Così le macchine universalmente note come Mountain, nella NYC divennero le Mohawk, e le Northern furono ribattezzate Niagara. Stranamente quest'ultimo nomignolo prese piede anche in Messico, forse per il nome, più evocativo.
Diamo di seguito un elenco di corrispondenze tra il sistema Whyte e il sistema tradizionale statunitense:
- 0-4-0 Four Coupled
- 0-6-0 Six Coupled
- 0-8-0 Eight Coupled (o Switcher)
- 0-10-0 Ten Coupled
- 0-10-2 Union
- 2-2-0 Planet
- 2-2-2 Single
- 2-4-0 Porter
- 2-4-2 Columbian
- 2-6-0 Mogul
- 2-6-2 Prairie
- 2-6-4 Adriatic
- 2-8-0 Consolidation

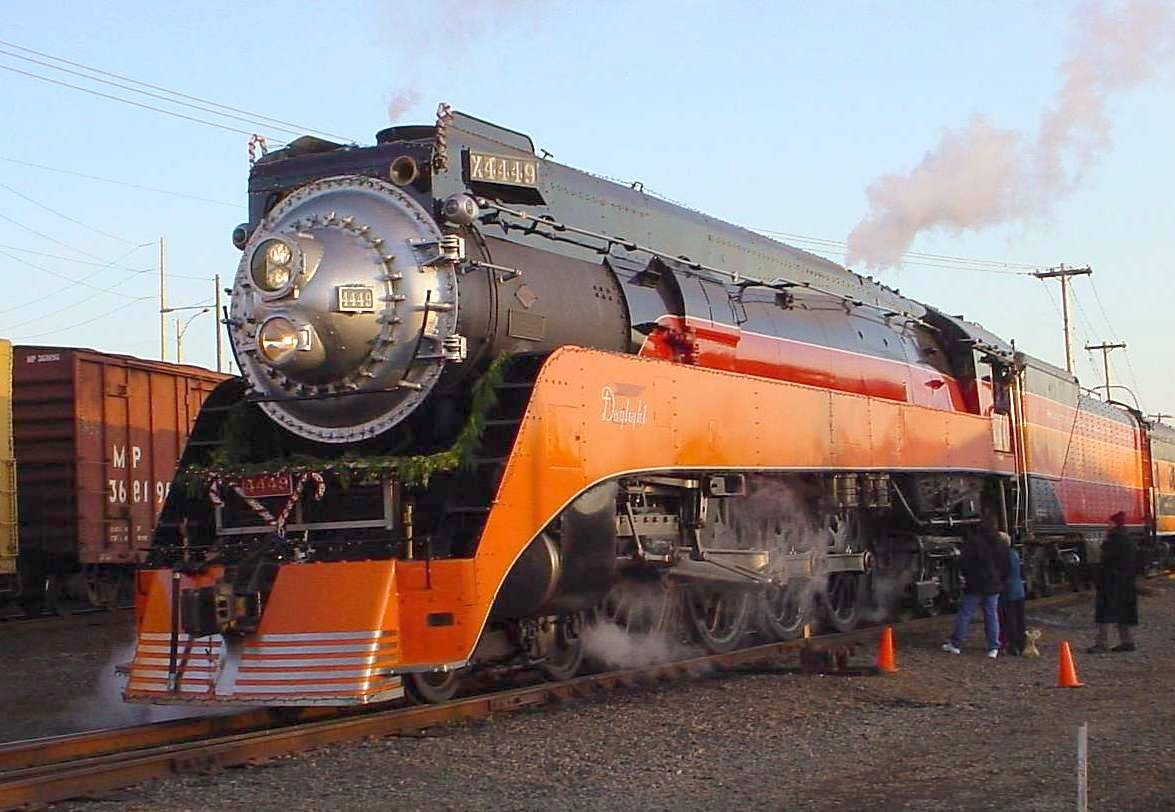
La Southern Pacific 4449, una GS-4 della Southern Pacific Railroad. Il rodiggio 4-8-4 "Northern", si rivelò assai versatile, adatto sia ai veloci treni passeggeri che ai pesanti merci. La GS-4 in particolare, era progettata per tenere i 160 km/h (100 miglia orarie) per svariate ore di servizio, come indica la bella carenatura colorata.

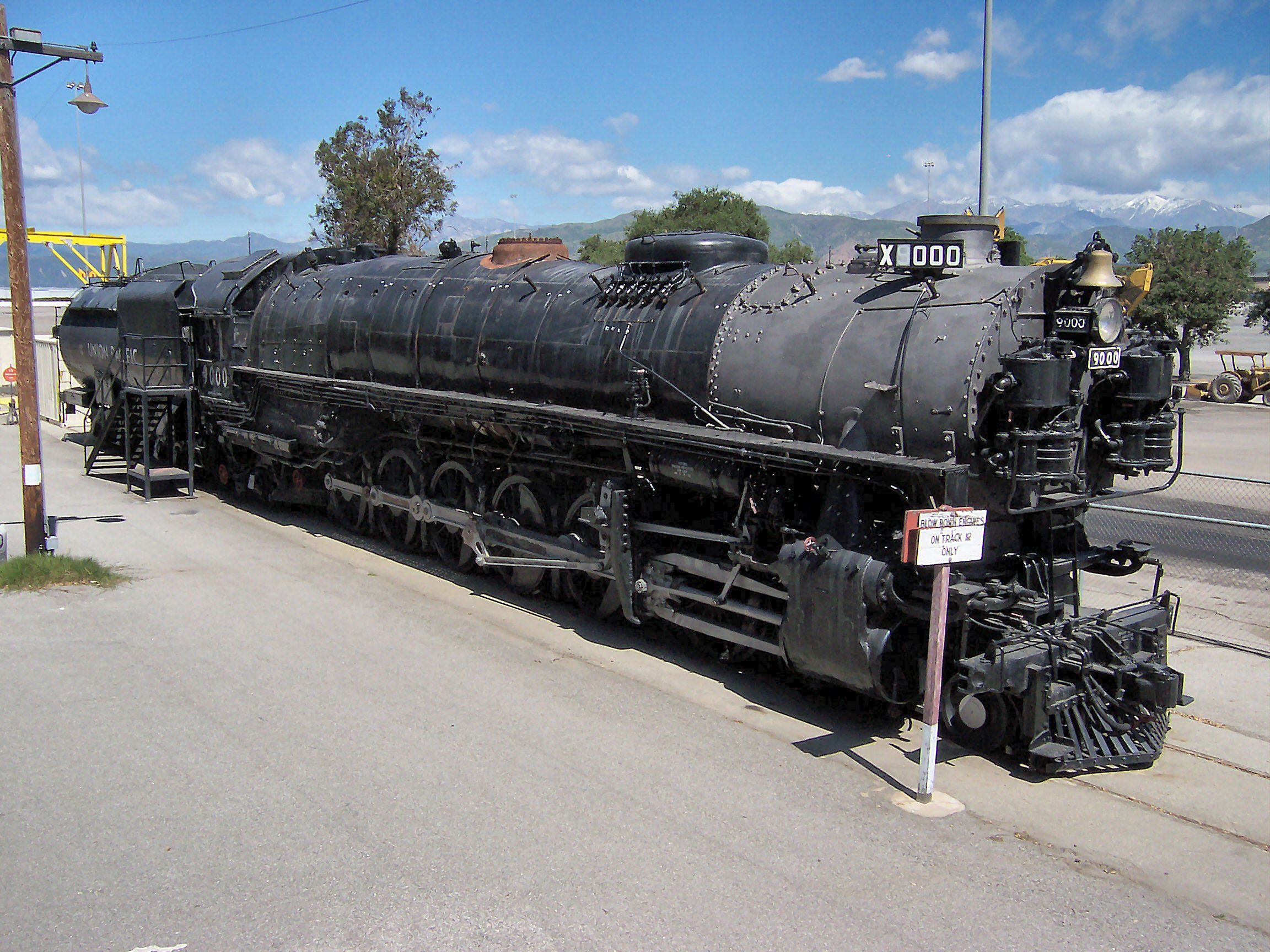
Una locomotiva "classe 9000" della Union Pacific Railroad, macchina per treni merci con ben sei assi accoppiati, rodiggio 4-12-2. La vastità del territorio nordamericano richiedeva, e permetteva, simili gigantesche macchine.

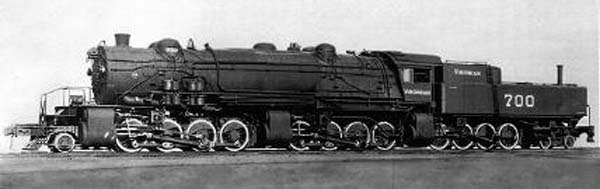
Una Triplex, macchina mai entrata in servizio regolare, dal curioso, ma complicato ai limiti dell'assurdo, rodiggio.

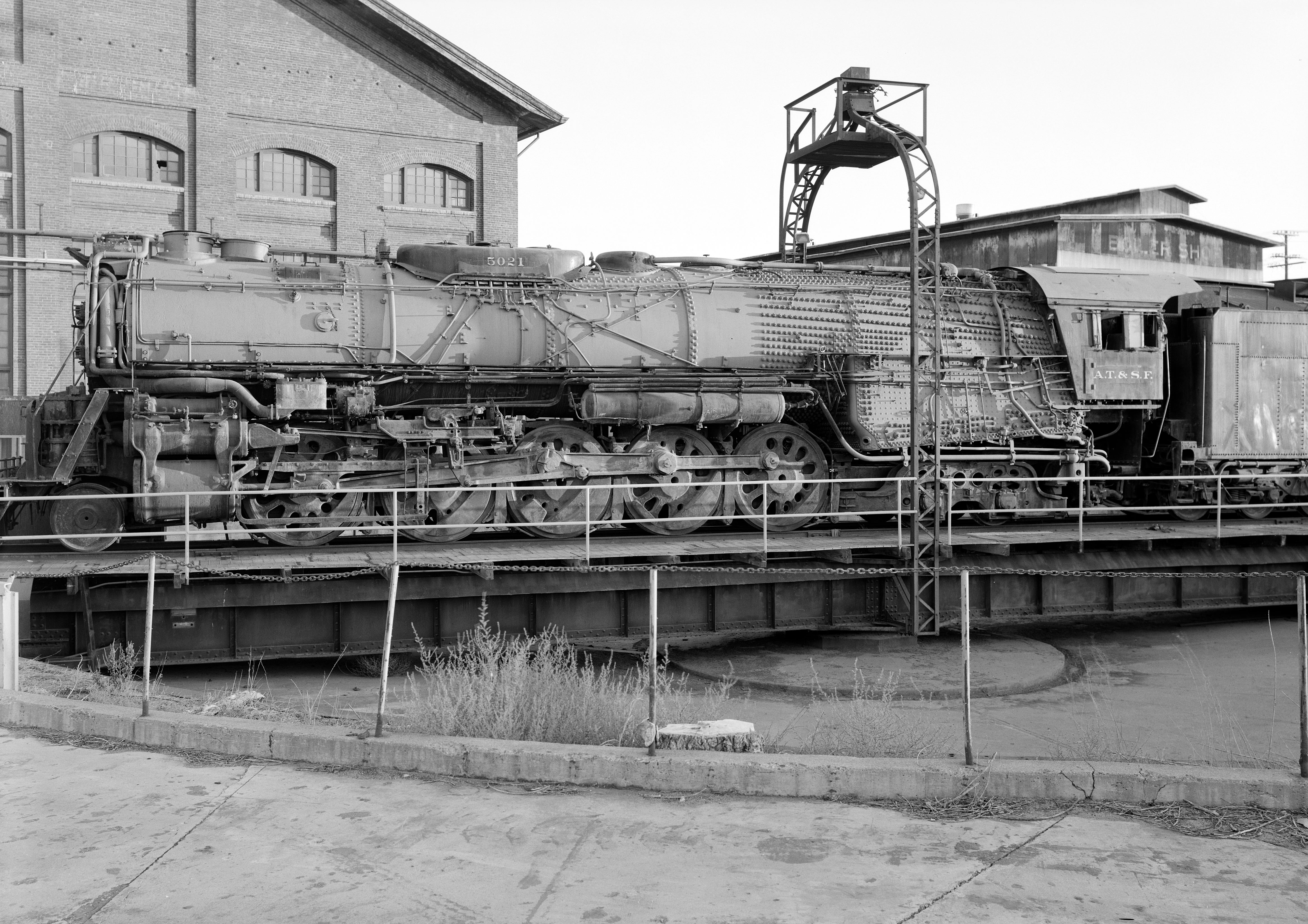
Questa bella immagine di una Texas della Atchison, Topeka and Santa Fe Railway, classe 5001, ci mostra chiaramente il suo rodiggio: un asse portante davanti ai cilindri, cinque assi accoppiati e due assi portanti sotto il focolare (2-10-4).

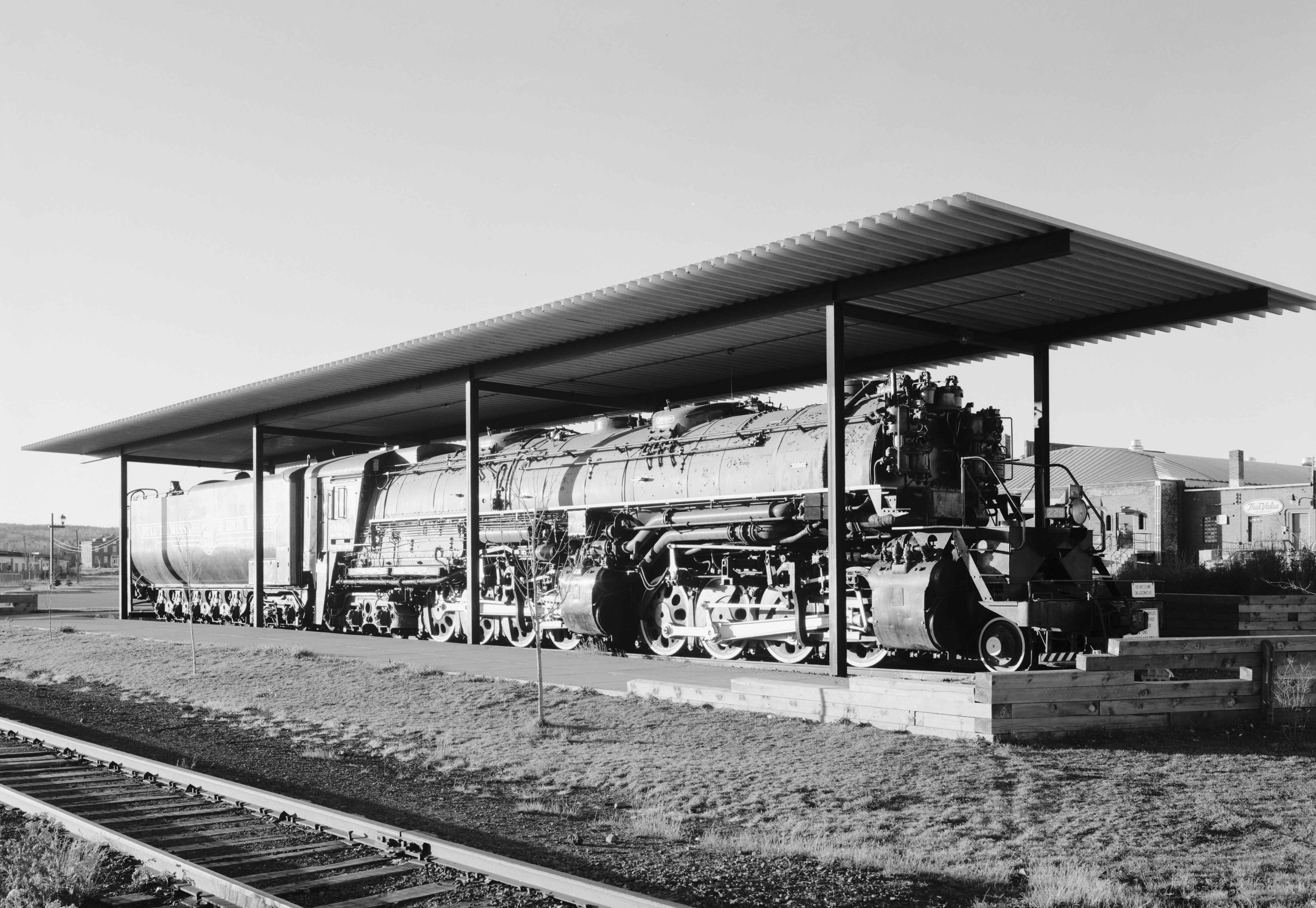
La particolare illuminazione mostra bene il rodiggio di questa Yellowstone (2-8-8-4) della compagnia Duluth Missabe and Iron Range.

- 2-8-2 Mikado (abbreviata in Mike. McArthur in periodo bellico)
- 2-8-4 Berkshire (anche Lima o Kanawha)
- 2-10-0 Decapod
- 2-10-2 Santa Fe
- 2-10-4 Texas
- 2-12-0 Centipede
- 4-2-0 Sixwheeler (o Jervis)
- 4-2-2 Bicycle
- 4-4-0 American (o Eightwheeler)
- 4-4-2 Atlantic
- 4-4-4 Jubilee
- 4-6-0 Tenwheeler
- 4-6-2 Pacific
- 4-6-4 Hudson (Baltic se priva di tender)
- 4-8-0 Twelvewheeler/Mastodon
- 4-8-2 Mountain (per alcune compagnie, Mohawk)
- 4-8-4 Northern (insieme a Niagara, molto diffuso, meno Confederation, Dixie, Montana o Potomac)
- 4-10-0 El Gobernador
- 4-10-2 Southern Pacific, Overland
- 4-12-2 Union Pacific
- 4-14-4 Soviet class
- 6-2-0 Crampton
- 0-6-6-0 Erie
- 0-8-8-0 Angus
- 2-6-6-0 Virginian
- 2-6-6-6 Allegheny (Blue Ridge per la Virginian Railroad)
- 2-8-8-2 Chesapeake (alcune della Southern Pacific Railroad furono ribattezzate Cab Forward per via della cabina davanti)
- 2-8-8-4 Yellowstone
- 2-10-10-2 Virginian
- 4-4-4-4 T1
- 4-6-6-2 Cabforward
- 4-6-6-4 Challenger
- 4-8-8-4 Big-Boy
- 6-4-4-6 S1
- 2-8-8-8-X Triplex (con 2 o 4 ruote posteriori non motorizzate)

A titolo di esempio, le "Big Boy", veri bestioni delle rotaie utilizzate per i treni merci pesanti, potevano vantare 4 ruote anteriori (su 2 assi) portanti ma non motorizzate, 16 ruote motrici spinte da due gruppi di cilindri indipendenti (da cui la divisione in due numeri distinti) che prendevano in carico 4 assi ognuno, e infine 4 ruote posteriori portanti non motorizzate.

## Tabella di raffronto tra le convenzioni principali
| Sistema UIC    | Sistema Whyte | Sistema francese | Sistema statunitense                                                | Disposizione grafica delle ruote la locomotiva punta a sinistra |
| -------------- | ------------- | ---------------- | ------------------------------------------------------------------- | --------------------------------------------------------------- |
| A1             | 0-2-2         | 011              | Rocket                                                              | Oo                                                              |
| A2             | 0-2-4         | 012              |                                                                     | Ooo                                                             |
| 1A             | 2-2-0         | 110              | Planet                                                              | oO                                                              |
| 1A1            | 2-2-2         | 111              | Patentee                                                            | oOo                                                             |
| 1A2            | 2-2-4         | 112              |                                                                     | oOoo                                                            |
| 2′A            | 4-2-0         | 210              | Crampton, Norris, Jervis                                            | ooO                                                             |
| 2′A1           | 4-2-2         | 211              | Single Driver                                                       | ooOo                                                            |
| 2A2            | 4-2-4         | 212              |                                                                     | ooOoo                                                           |
| 3A             | 6-2-0         | 310              | Crampton                                                            | oooO                                                            |
| B              | 0-4-0         | 020              | Four-Wheel-Switcher                                                 | OO                                                              |
| B1             | 0-4-2         | 021              |                                                                     | OOo                                                             |
| B2′            | 0-4-4         | 022              | Forney                                                              | OOoo                                                            |
| B3′            | 0-4-6         | 023              |                                                                     | OOooo                                                           |
| 1B             | 2-4-0         | 120              | Hanscom                                                             | oOO                                                             |
| 1′B1′          | 2-4-2         | 121              | Columbia                                                            | oOOo                                                            |
| 1B2′           | 2-4-4         | 122              |                                                                     | oOOoo                                                           |
| 1B3′           | 2-4-6         | 123              |                                                                     | oOOooo                                                          |
| 2′B            | 4-4-0         | 220              | American, Eight-Wheeler                                             | ooOO                                                            |
| 2′B1′          | 4-4-2         | 221              | Atlantic                                                            | ooOOo                                                           |
| 2′B2′          | 4-4-4         | 222              | Jubilee                                                             | ooOOoo                                                          |
| 2′B3′          | 4-4-6         | 223              |                                                                     | ooOOooo                                                         |
| C              | 0-6-0         | 030              | Six-Wheel-Switcher                                                  | OOO                                                             |
| C1             | 0-6-2         | 031              |                                                                     | OOOo                                                            |
| C2′            | 0-6-4         | 032              |                                                                     | OOOoo                                                           |
| 1′C            | 2-6-0         | 130              | Mogul                                                               | oOOO                                                            |
| 1′C1′          | 2-6-2         | 131              | Prairie                                                             | oOOOo                                                           |
| 1′C2′          | 2-6-4         | 132              | Adriatic                                                            | oOOOoo                                                          |
| 1′C3′          | 2-6-6         | 133              |                                                                     | oOOOooo                                                         |
| 2′C            | 4-6-0         | 230              | Ten-Wheeler                                                         | ooOOO                                                           |
| 2′C1′          | 4-6-2         | 231              | Pacific                                                             | ooOOOo                                                          |
| 2′C2′          | 4-6-4         | 232              | Hudson, Baltic                                                      | ooOOOoo                                                         |
| D              | 0-8-0         | 040              | Eight-Wheel-Switcher                                                | OOOO                                                            |
| D1             | 0-8-2         | 041              |                                                                     | OOOOo                                                           |
| D2′            | 0-8-4         | 042              |                                                                     | OOOOoo                                                          |
| D3′            | 0-8-6         | 043              |                                                                     | OOOOooo                                                         |
| 1′D            | 2-8-0         | 140              | Consolidation                                                       | oOOOO                                                           |
| 1′D1′          | 2-8-2         | 141              | Mikado                                                              | oOOOOo                                                          |
| 1′D1′          | 2-8-2T        | 141T             | MacArthur                                                           | oOOOOo                                                          |
| (1′D1′)(1′D1′) | 2-8-2+2-8-2   | 141+141          | Double Mikado, Garrett                                              | oOOOOo+oOOOOo                                                   |
| 1′D2′          | 2-8-4         | 142              | Berkshire                                                           | oOOOOoo                                                         |
| 1′D3′          | 2-8-6         | 143              |                                                                     | oOOOOooo                                                        |
| 2′D            | 4-8-0         | 240              | Twelve-Wheeler, Mastodon                                            | ooOOOO                                                          |
| 2′D1′          | 4-8-2         | 241              | Mountain, Mohawk (NYC)                                              | ooOOOOo                                                         |
| 2′D2′          | 4-8-4         | 242              | Northern, General Service/Golden State (SP), Niagara (NYC), Wyoming | ooOOOOoo                                                        |
| 2D3            | 4-8-6         | 243              |                                                                     | ooOOOOooo                                                       |
| 3′D3′          | 6-8-6         | 343              | S2 (locomotiva a turbina della Pennsylvania Railroad)               | oooOOOOooo                                                      |
| E              | 0-10-0        | 050              | Ten-Wheel Switcher                                                  | OOOOO                                                           |
| E1′            | 0-10-2        | 051              | Union                                                               | OOOOOo                                                          |
| 1′E            | 2-10-0        | 150              | Decapod                                                             | oOOOOO                                                          |
| 2′E            | 4-10-0        | 250              | El Gobernador                                                       | ooOOOOO                                                         |
| 1′E1′          | 2-10-2        | 151              | Santa Fe                                                            | oOOOOOo                                                         |
| 1′E2′          | 2-10-4        | 152              | Texas                                                               | oOOOOOoo                                                        |
| 2′E1′          | 4-10-2        | 251              | Southern Pacific, Overland                                          | ooOOOOOo                                                        |
| F              | 0-12-0        | 060              | Pennsylvania, Twelve-Wheel-Switcher                                 | OOOOOO                                                          |
| 1′F            | 2-12-0        | 160              | Centipede                                                           | oOOOOOO                                                         |
| 1′F1′          | 2-12-2        | 161              | Javanic                                                             | oOOOOOOo                                                        |
| 2′F1′          | 4-12-2        | 261              | Union Pacific                                                       | ooOOOOOOo                                                       |
| 2′G2′          | 4-14-4        | 272              |                                                                     | ooOOOOOOOoo                                                     |
| (AA)           | 0-2-2-0       | 0110             |                                                                     | O O                                                             |
| B′B            | 0-4-4-0       | 020+020          | senza nome (Mallet)                                                 | OO OO                                                           |
| B′B1           | 0-4-4-2       | 020+021          | senza nome (Mallet)                                                 | OO OOo                                                          |
| 2′BB2′         | 4-4-4-4       | 2222             | T1 (Duplex della Pennsylvania Railroad)                             | ooOO OOoo                                                       |
| 3′BB3′         | 6-4-4-6       | 3223             | S1 (Duplex della Pennsylvania Railroad)                             | oooOO OOooo                                                     |
| 2′CB2′         | 4-6-4-4       | 2322             | Q1 (Duplex della Pennsylvania Railroad)                             | ooOOO OOoo                                                      |
| C′C            | 0-6-6-0       | 030+030          | Erie (Mallet)                                                       | OOO OOO                                                         |
| (1′C)C         | 2-6-6-0       | 130+030          | senza nome (Mallet)                                                 | oOOO OOO                                                        |
| (1′C)C1′       | 2-6-6-2       | 130+031          | Mallet Mogul (SP), Prairie Mallet (ATSF)                            | oOOO OOOo                                                       |
| (1′C)C2′       | 2-6-6-4       | 130+032          | senza nome (articolata a semplice espansione)                       | oOOO OOOoo                                                      |
| (2′C)C2′       | 4-6-6-4       | 230+032          | Challenger (articolata a semplice espansione)                       | ooOOO OOOoo                                                     |
| (1′C)C3′       | 2-6-6-6       | 130+033          | Allegheny (articolata a semplice espansione o sistema Mallet)       | oOOO OOOooo                                                     |
| D′D            | 0-8-8-0       | 040+040          | Angus (articolata a semplice espansione o sistema Mallet)           | OOOO OOOO                                                       |
| (1′D)D         | 2-8-8-0       | 140+040          | Bullmoose (articolata a semplice espansione o sistema Mallet)       | oOOOO OOOO                                                      |
| (1′D)D1′       | 2-8-8-2       | 140+041          | Chesapeake, Mallet consolidation (Mallet)                           | oOOOO OOOOo                                                     |
| (1′D)D2′       | 2-8-8-4       | 140+042          | Yellowstone (articolata a semplice espansione o sistema Mallet)     | oOOOO OOOOoo                                                    |
| (2′D)D1′       | 4-8-8-2       | 240+041          | Cab Forward (articolata a semplice espansione)                      | ooOOOO OOOOo                                                    |
| (2′D)D2′       | 4-8-8-4       | 240+042          | Big Boy (articolata a semplice espansione)                          | ooOOOO OOOOoo                                                   |
| (1′E)E1′       | 2-10-10-2     | 150+051          | Virginian (Mallet)                                                  | oOOOOO+OOOOOo                                                   |
| (2′C1′)(1′C2′) | 4-6-2+2-6-4   | 231+231          | Double Pacific (Garratt)                                            | ooOOOo+oOOOoo                                                   |
| (2′C2′)(2′C2′) | 4-6-4+4-6-4   | 232+232          | Double Hudson (Garratt)                                             | ooOOOoo+ooOOOoo                                                 |
| (2′D)(D2′)     | 4-8-0+0-8-4   | 240+042          | Double Mastodon (Garratt)                                           | ooOOOO+OOOOoo                                                   |
| (2′D1′)(1′D2′) | 4-8-2+2-8-4   | 241+142          | Double Mountain (Garratt)                                           | ooOOOOo+oOOOOoo                                                 |
| (2′D2′)(2′D2′) | 4-8-4+4-8-4   | 242+242          | Double Northern (Garratt)                                           | ooOOOOoo+ooOOOOoo                                               |

## Altri sistemi di classificazione

### Il sistema AAR
Attualmente nei paesi nordamericani (USA e Canada) è in uso il sistema detto AAR (Association of Americans Railroads) adottato convenzionalmente delle compagnie ferroviarie aderenti a tale associazione. Il sistema AAR costituisce una semplificazione del sistema internazionale UIC, con cui condivide il principio di utilizzare lettere per gli assi motori e numeri per gli assi folli, tralasciando però i simboli che nel rodiggio UIC specificano se gli assi sono motorizzati indipendentemente o liberi di ruotare e traslare.
Numeri e lettere sono uniti in gruppi separati da un trattino che indica il raggruppamento degli assi in carrelli.
Alcuni esempi:
- A1A-A1A: indica due carrelli da tre assi ciascuno, dei quali solo quello centrale è folle (portante);
- B-B-B: indica tre carrelli da due assi ciascuno, tutti motorizzati;
- C-C: indica due carrelli da tre assi ciascuno, tutti motorizzati.